# Rinus Michelsbrug
De Rinus Michelsbrug is een vaste brug in Amsterdam-Oost, Watergraafsmeer.
De verkeersbrug uit de jaren vijftig is gelegen in de Middenweg en overspant de Tweede Molenwetering, die ten zuidwesten van de brug een vreemde knik maakt om aan de sluiten op de vaart langs de Nieuwe Oosterbegraafplaats. Nog geen vijf meter verder ligt de Fré Cohenbrug (brug 341). Beide bruggen, in wezen duikerbruggen zijn afkomstig van het bureau rondom architect Piet Kramer (in de jaren twintig) en ook de tussenwal tussen de beide bruggen is van zijn hand. Het geheel is met baksteen uitgevoerd in de Amsterdamse Schoolstijl. De Rinus Michelsbrug kent daarbij een sobere versiering met granieten blokjes in de baksteen constructie. Ook de balustrades zijn sober gehouden, van beeldhouwwerken, een ander kenmerk van Kramers bruggen, is niets te vinden.
Gezien het drukke verkeer, inclusief tram 9, nachtbus 757 en Connexxion-bussen ter plaatse, valt de brug nauwelijks op in het straatbeeld. De brug ging jaren anoniem door het leven (dat wil zeggen alleen met brugnummer) maar werd in 2005 vernoemd naar Ajax-trainer Rinus Michels op het moment dat ook andere bruggen in de wijk werden vernoemd naar "zijn" Ajax-spelers met wie hij successen haalde in de Europa Cup I. Dat dan tevens een brug werd vernoemd naar de trainer die het Nederlands elftal naar het Europees kampioenschap voetbal 1988 leidde was meegenomen, maar werd op de brug als zodanig niet vermeld.

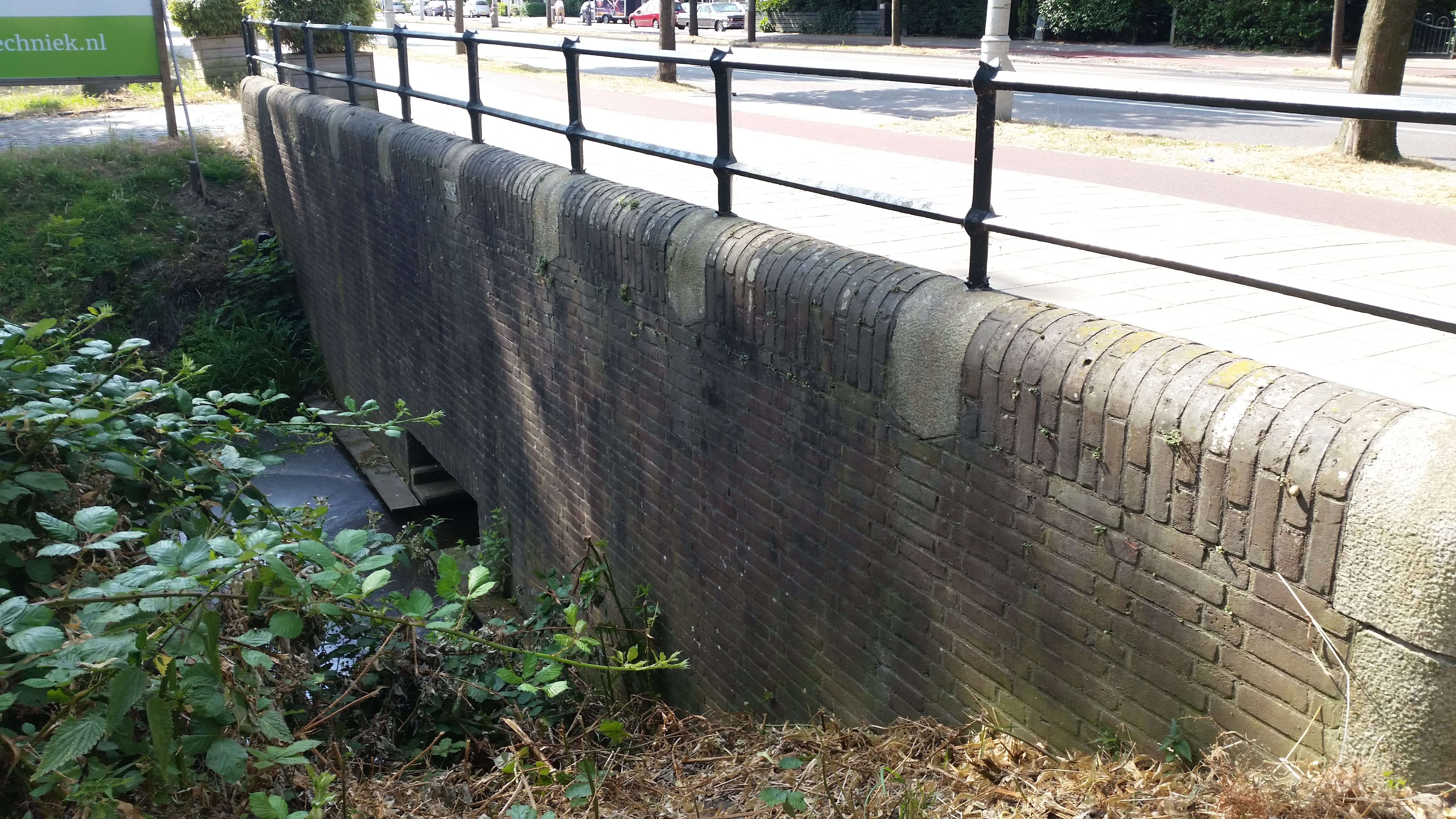
De oostelijke leuning met granieten blokjes (juli 2018)

<<< · 200 · 201 · 202 · 203 · 204 · 205 · 206 · 207 · 208 · 209 ·  210 · 211 · 212 · 213 · 214 · 215 · 216 · 217 · 218 · 220 · 221 · 222 · 223 · 224 · 225 · 226 · 227 · 228 · 228P · 229 · 230 · 231 · 232 · 233 · 234 · 235 · 236 · 237 · 238 · 239 ·  240 · 241 · 242 · 243 · 244 · 245 · 246 · 247 · 248 · 249 ·  250 · 251 · 252 · 253 · 254 · 255 · 256 · 257 · 258 · 259 · 260 · 261 · 262 · 263 · 264 · 265 · 266 · 267 · 270 · 271 · 272 · 273 · 274 · 275 · 277 · 278 · 279 · 280 · 281 · 283 · 285 · 286 · 287 · 288 · 289 · 290 · 291 · 292 · 293 · 295 · 296 · 297 · 298 · 299 · >>>
Brugnummers 219, 268, 269, 276, 282, 284, 294 zijn niet (meer) in omloop.
Heinz Stuybrug · Wim Suurbierbrug · Velibor Vasovićbrug · Barry Hulshoffbrug · Horst Blankenburgbrug · Ruud Krolbrug · Gerrie Mührenbrug · Arie Haanbrug · Johan Neeskensbrug · Nico Rijndersbrug · Sjaak Swartbrug · Johnny Repbrug · Dick van Dijkbrug · Johan Cruijffbrug · Piet Keizerbrug · Rinus Michelsbrug